# ズキンアザラシ
ズキンアザラシ（頭巾海豹、Cystophora cristata）は、哺乳綱食肉目アザラシ科ズキンアザラシ属に分類されるアザラシ。本種のみでズキンアザラシ属を形成する。

## 分布

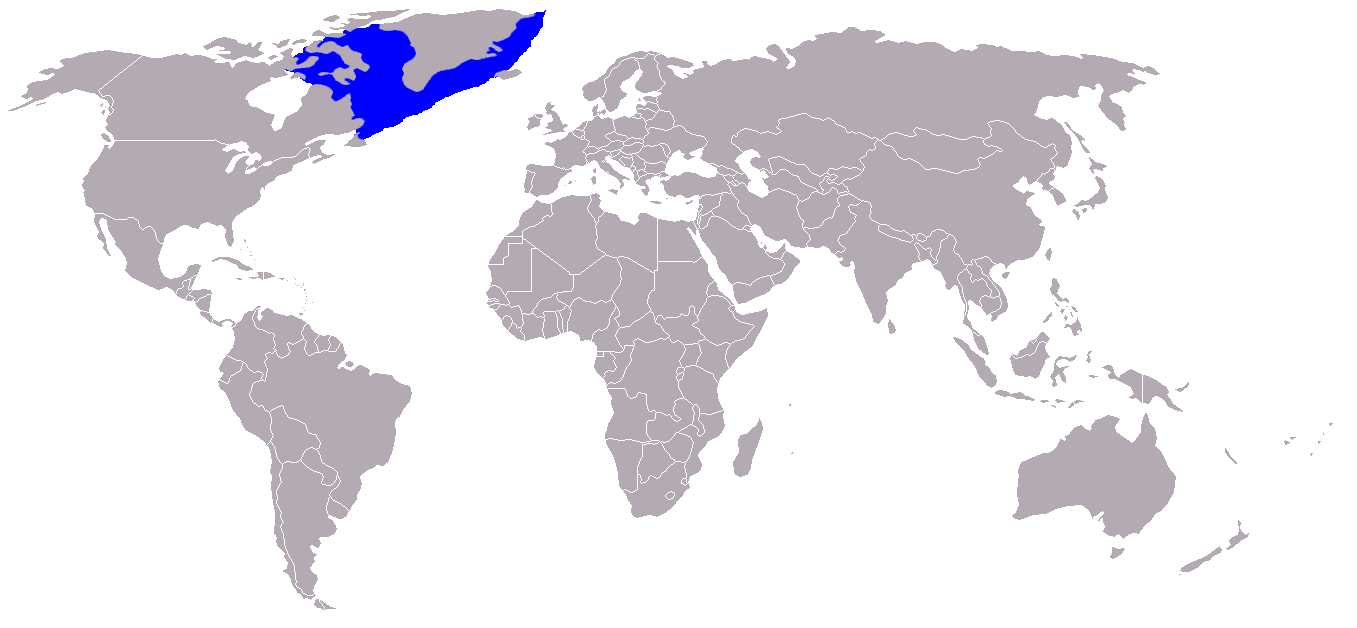
分布

北大西洋、北極海

## 形態
体長200-300cm。体重200-400kg。メスよりもオスの方が大型になる。体毛は灰色で、暗色の不規則な斑点が入る。幼体の体毛は背面が青味がかった灰色、腹面が白い体毛で覆われる。四肢は暗色。
オスの成体の鼻は発達し垂れ下がる。鼻の上には袋があり、外側に膨らませると黒色の袋に、内側に膨らませると片方の鼻孔から鼻腔粘膜が外に飛び出しピンク色の袋になる。

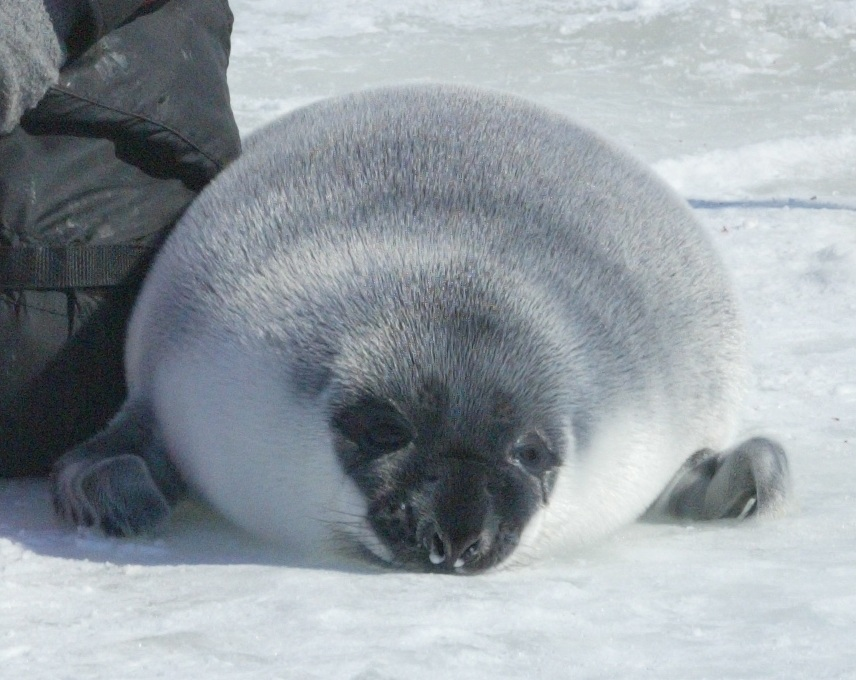
仔アザラシ

## 生態
海洋や氷河の上等に生息する。群れは形成せず主に単独で生活するが、タテゴトアザラシと混群を形成することもある。オスは鼻の袋を膨らませて威嚇やディスプレイを行う。
食性は肉食性で魚類、軟体動物等を食べる。
繁殖形態は胎生で、3月に1回に1匹の幼体を流氷の上等で出産する。授乳期間は4日のみと短い。

## 保全状況
VULNERABLE (IUCN Red List Ver. 3.1 (2001))

## 人間との関係
肉は食用に、脂肪は燃料、毛皮が革製品に利用されることがある。特に幼体の毛皮は珍重され乱獲された。以前は生殖器が滋養強壮薬として販売されることもあった。